# Paul Doumer
Paul Doumer (Aurillac, 22 marzo 1857 – Parigi, 7 maggio 1932) è stato un politico francese.
Fu presidente della Repubblica di Francia dal 3 giugno 1931 al 7 maggio 1932 quando venne assassinato dal fascista russo Pavel Gorguloff.

## Biografia
Era l'ultimo dei tre figli di Jean Doumer e Victorine Fanny Alexandrine David. Aveva due sorelle maggiori, Renée e Thérèse.
Radicale moderato, particolarmente versato nei problemi economici e finanziari, nel 1888 venne eletto deputato al Parlamento, avendo da allora in poi numerosi incarichi ministeriali. Uno particolarmente importante fu quello di governatore dell'Indocina francese, carica che mantenne dal 1897 al 1902: durante il suo mandato promosse la costruzione della ferrovia che collegò Hanoi, in Vietnam, alla capitale della regione cinese dello Yunnan, terminata solo nel 1910 a prezzo della vita di molti coolier (la manovalanza indigena) che vi lavoravano. Terminato il suo mandato, Doumer nel 1905 fu eletto presidente della Camera francese, mantenendola per un anno. Spostatosi su posizioni conservatrici guidò l'opposizione al governo Combes e fu ministro di Stato per tre mesi durante la prima guerra mondiale, dal settembre al novembre del 1917. Dopo esser stato nominato senatore nel 1912, Doumer fu Ministro delle finanze dal 1925 - 1926, poi assunse la presidenza del Senato fino al 1931, quando, il 3 giugno, fu eletto presidente della Repubblica francese. Il nuovo capo di Stato però rimase in carica soltanto un anno, poiché il 7 maggio 1932 venne ucciso a Parigi da un fascista russo, Pavel Gorguloff. È l'unico presidente francese deceduto a causa di un'arma da fuoco.
Oggi riposa nel Cimitero di Vaugirard.

## Massoneria
Il primo dicembre 1879, all'età di 22 anni, è iniziato in Massoneria, presentato dallo storico Henri Martin e da William Henry Waddington, nella loggia parigina Union fraternelle, appartenente al grande Oriente di Francia, e l'anno seguente diventa Compagno e poi Maestro. Rappresenta la loggia al Convento dell'Obbedienza dal 1884 al 1888, e in seguito al Consiglio dell'Ordine dal 1888. È pure affiliato a due logge dell'Aisne: Patrie et humanité a Soissons, della quale diventerà Maestro venerabile, e Les Frères du Mont laonnois, a Laon, e alla loggia Alsace-Lorraine. Nel 1890 fonda la loggia Voltaire, con Léon Bourgeois, Camille Chautemps e Charles Floquet, ne è Maestro venerabile nel 1890, 1891 et 1892, anno in cui diventa gran segretario del Grande Oriente di Francia.